# David Kuchenbuch
David Kuchenbuch (* 3. März 1980 in Berlin) ist ein deutscher Historiker und Hochschullehrer an der Justus-Liebig-Universität Gießen.

## Leben
David Kuchenbuch wurde als Sohn des Historikers Ludolf Kuchenbuch und seiner Frau Ylva Eriksson-Kuchenbuch, einer Übersetzerin, in Berlin geboren und wuchs in Breckerfeld bei Hagen auf. Von 2000 bis 2006 studierte er Geschichte, Skandinavistik und Europäische Ethnologie an der Humboldt-Universität zu Berlin und der Universität Stockholm. Von 2006 bis 2009 war Kuchenbuch wissenschaftlicher Mitarbeiter im DFG-geförderten Forschungsprojekt „Ordnungsdenken und Social Engineering als Reaktion auf die Moderne. Nordwesteuropa, 1920er bis 1950er Jahre“ an der Carl von Ossietzky Universität Oldenburg. Im April 2010 wurde er dort mit einer Arbeit über deutsche und schwedische Architekturdiskurse im 20. Jahrhundert promoviert. Von 2010 bis 2011 war Kuchenbuch „Visiting Fellow“ am Deutschen Historischen Institut in Washington, D.C. (USA), anschließend von 2011 bis 2019 Wissenschaftlicher Mitarbeiter am Historischen Institut der Universität Gießen. Dort folgte im Dezember 2019 die Habilitation mit einer Arbeit über Arno Peters, Richard Buckminster Fuller und die Medien des Globalismus, 1940–2000. Von 2019 bis 2020 vertrat Kuchenbuch den Lehrstuhl für Neuere und Neueste Geschichte an der Albert-Ludwigs-Universität Freiburg; seit 2019 ist er zudem Wissenschaftlicher Koordinator der Leibniz-Preis-Arbeitsgruppe „Geschichte und Theorie des globalen Kapitalismus“ am Historischen Institut der Universität Gießen. Zu seinen Forschungsschwerpunkten zählen die Kultur- und Wissensgeschichte der Europäischen Moderne, die Mediengeschichte des 20. Jahrhunderts, Theorien und Methoden der Geschichtswissenschaften sowie die Geschichte von Globalisierung und Globalismus, Urbanisierung, Stadtplanung und Städtebau.

## Werke (Auswahl)
- Geordnete Gemeinschaft. Architekten als Sozialingenieure – Deutschland und Schweden im 20. Jahrhundert. transcript-Verl., Bielefeld 2010, ISBN 9783839414262 (Zugl.: Oldenburg, Univ., Diss., 2010).
- Das Peckham-Experiment. Eine Mikro- und Wissensgeschichte des Londoner "Pioneer Health Centre" im 20. Jahrhundert. Böhlau, Köln, Weimar, Wien 2014, ISBN 978-3-412-22352-6.
- Welt-Bildner. Arno Peters, Richard Buckminster Fuller und die Medien des Globalismus, 1940–2000. Böhlau, Köln, Weimar, Wien 2021, ISBN 978-3-412-52111-0 (Zugl.: Gießen, Univ., Habil.-Schr., 2019).
- Globalismen. Geschichte und Gegenwart des globalen Bewusstseins, Hamburger Edition, Hamburg 2023, ISBN 978-3-86854-370-4.